# Josep Lluís Rovira Escubós
Josep Lluís Rovira Escubós és un advocat, economista i empresari català.
Ha tingut nombroses responsabilitats en empreses, corporacions econòmiques, entitats esportives i organitzacions cíviques. Entre altres càrrecs, estat president de la Petita i Mitjana Empresa de Catalunya, membre del Comitè Executiu i del consell assessor de la Cambra Oficial de Comerç, Indústria i Navegació de Barcelona, vocal del Comitè Organitzador de la Fira de Barcelona, conseller de la Caixa d'Estalvis i Pensions de Barcelona, membre de la Junta Directiva de Foment del Treball Nacional, vocal de l'Institut d'Estadística de Catalunya i president del Grup Fiscal de la Cambra de Comerç Internacional. Actualment és membre del consell director d'APD Mediterranea.
A les eleccions generals espanyoles de 1977 va figurar en el número 19 de les llistes de la Unió del Centre i la Democràcia Cristiana de Catalunya per la província de Barcelona, que va obtenir dos escons al Congrés dels Diputats.
En 1989 fou inculpat pel Jutjat Número 6 de Barcelona en l'anomenat Cas Casinos, en el que també hi fou inculpat Lluís Prenafeta i Garrusta, però el cas fou arxivat per l'Audiència de Barcelona.
El Govern de Catalunya li concedí la Creu de Sant Jordi el 2013. Des del març de 2014 és cònsol de la República d'Estònia a Barcelona.